# Milano-Torino 1992
La Milano-Torino 1992, settantasettesima edizione della corsa, fu disputata il 13 ottobre 1992, per un percorso totale di 206 km. Venne vinta dall'italiano Gianni Bugno giunto al traguardo con il tempo di 4h58'50" alla media di 41,361.

## Ordine d'arrivo (Top 10)
| Pos. | Corridore            | Squadra       | Tempo    |
| ---- | -------------------- | ------------- | -------- |
| 1    | Gianni Bugno         | Gatorade      | 4h58'50" |
| 2    | Rolf Aldag           | Helvetia      | s.t.     |
| 3    | Tony Rominger        | Clas-Cajastur | s.t.     |
| 4    | Laurent Bezault      | Z             | s.t.     |
| 5    | Alex Zülle           | ONCE          | a 5"     |
| 6    | Davide Cassani       | Ariostea      | s.t.     |
| 7    | Maurizio Fondriest   | Panasonic     | a 25"    |
| 8    | Erik Dekker          | Buckler       | s.t.     |
| 9    | Rolf Sørensen        | Ariostea      | s.t.     |
| 10   | Frank Van Den Abeele | Lotto         | s.t.     |